# Desenho de Teller–Ulam

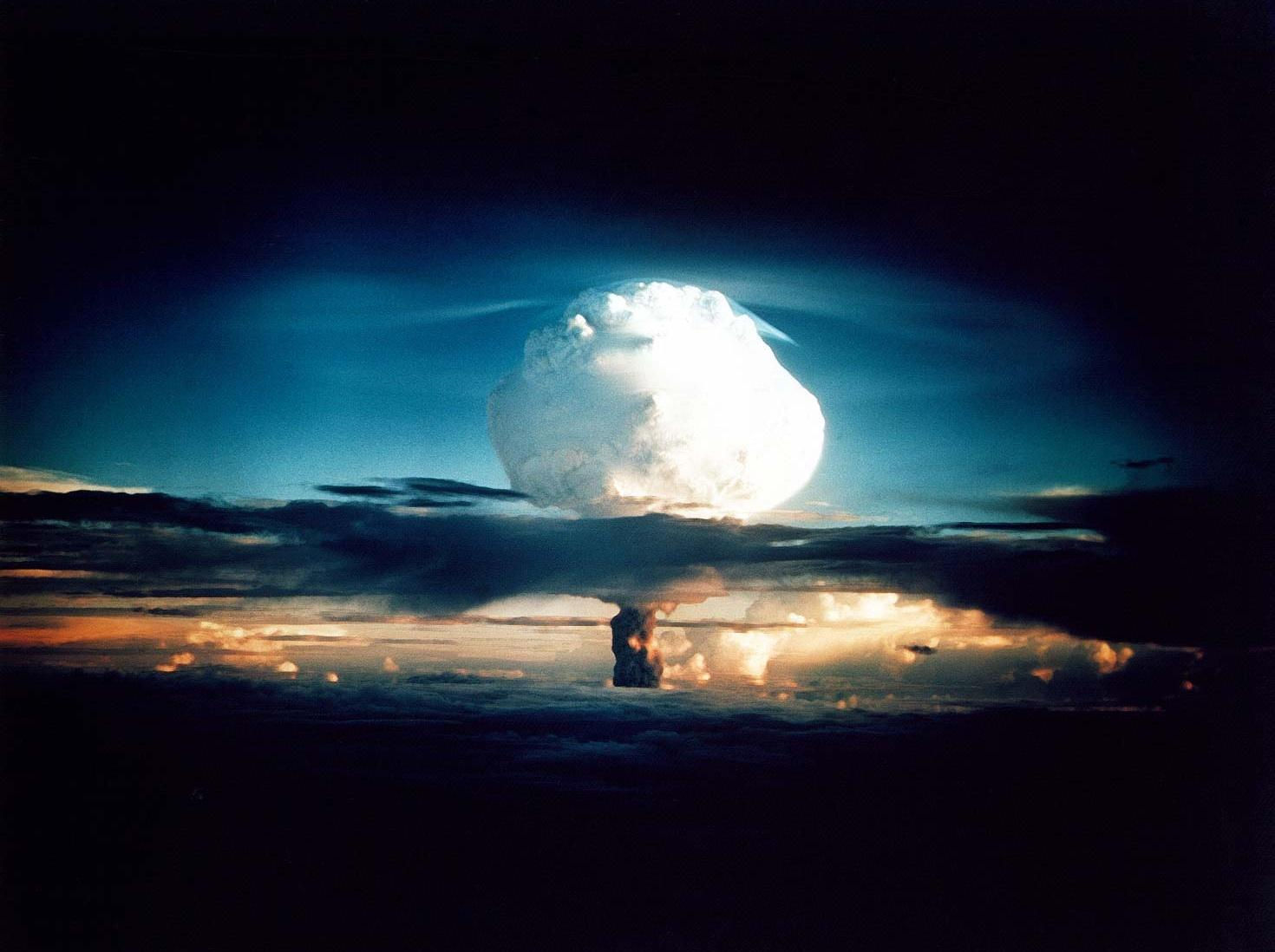
A explosão do Ivy Mike, o primeiro teste completo do projeto Teller-Ulam (uma bomba de fusão encenada), com um rendimento de 10,4 megatons (1 de novembro de 1952).

Os princípios básicos da configuração de Teller-Ulam: uma bomba de fissão usa radiação para comprimir e aquecer uma secção distinta de combustível de fusão

O desenho de Teller-Ulam é um desenho de arma nuclear que é usado em armas nucleares com potências de megatoneladas, sendo coloquialmente referido como "o segredo da bomba de hidrogénio". Esta configuração recebeu o nome dos seus principais contribuidores, o físico húngaro Edward Teller e o matemático polaco Stanisław Ulam, tendo sido desenvolvida por ambos em 1951. O conceito diz respeito, especificamente, à implementação de um "gatilho" de fissão junto a uma determinada quantidade de combustível de fusão (mecanismo de faseamento), e à utilização de "implosão radiativa" para comprimir o combustível de fusão antes de o inflamar. Foram propostas, por diferentes fontes, várias adições e alterações a este conceito básico.
O primeiro engenho baseado neste princípio foi detonado nos Estados Unidos no teste nuclear "Ivy Mike", em 1952. Na União Soviética, este desenho era conhecido como a "Terceira Ideia" de Andrei Sakharov. Foram desenvolvidos engenhos similares no Reino Unido, China e França, embora nenhum nome de código seja conhecido para os seus desenhos. O mais poderoso engenho nuclear alguma vez testado foi a Tsar Bomba, arma nuclear soviética de 50 megatoneladas.

## Funcionamento
A:

100%

ogiva antes do disparo, primário em cima e secundário em baixo. ambos os componentes são bombas bi-fasicas, primeiro fissão e depois fusão.
B:
um explosivo comprime o núcleo primário de plutônio, o deixando critico e dessa forma se inicia a fissão.
C:
Fissão no núcleo primário emite raios X que são canalizados ao longo do interior do invólucro, irradiando a espuma de poliestireno que enche o canal.
D:
A espuma de poliestireno torna-se um plasma, comprimindo o secundário, e uma vela de ignição de plutónio dentro do secundário inicia a fissão, fornecendo calor.
E:
Comprimido e aquecido, o combustível de deutereto de lítio, (LiD), inicia a reacção de fusão e o fluxo de neutrões começa a fissionar o material da calçadeira. Uma bola de fogo começa a formar-se...

## Galeria de fotos
